# Conclave de 1352
Le conclave de 1352 est convoqué à la mort du pape Clément VI, le 6 décembre 1352, afin de lui désigner un successeur. Il se tient du 16 au 18 décembre 1352. C'est le premier conclave qui s'est terminé par une capitulation électorale, qui limite avant le vote le pouvoir de l'élu. À l'issue de ce conclave, le cardinal Étienne Aubert est élu 199e pape de l'Église catholique romaine sous le nom d'Innocent VI.

## Déroulement du conclave
Dans un premier temps, le nom du général des chartreux Jean Birelle est proposé pour la succession, mais le cardinal de Talleyrand arrive à convaincre les membres du Sacré-Collège du risque couru de se retrouver avec un nouveau Célestin V, c'est-à-dire avec quelqu'un de saint, mais de peu compétent pour un rôle de pape.
Les cardinaux choisissent alors, le 18 décembre, parmi l'un des leurs celui qui prendra le nom d'Innocent VI, Étienne Aubert.

## Les cardinaux
Sur les 27 cardinaux vivants à cette époque, 25 ont participé au vote. Les absents sont Étienne de La Garde et Gui de Boulogne. Gui de Boulogne avait été ordonné cardinal lors du même consistoire que le futur pape Innocent VI, le 20 septembre 1342). Ayant appris la mort du Pape après le 9 décembre, de par la distance qui le séparait d'Avignon, il lui fut quasiment impossible d'arriver avant le 20 décembre. Il se rendit cependant à Avignon comme l'atteste une lettre du 13 janvier 1353 du nouveau pape au roi de France.
| Électeur                              | Titre du cardinal                   | Date de création  | Créé par   | Notes                                             |
| ------------------------------------- | ----------------------------------- | ----------------- | ---------- | ------------------------------------------------- |
| Pierre Desprès                        | Évêque de Palestrina                | 20 décembre 1320  | Jean XXII  | Doyen du Collège des cardinaux                    |
| Hélie de Talleyrand-Périgord          | Évêque d'Albano                     | 25 mai 1331       | Jean XXII  | Cardinal-protecteur de l'ordre des Franciscains   |
| Bertrand de Déaulx                    | Évêque de Sabina                    | 18 décembre 1338  | Benoît XII |                                                   |
| Guillaume de Court Novel, O.Cist.     | Évêque de Frascati                  | 18 décembre 1338  | Clément VI | Camerlingue du Sacré Collège                      |
| Étienne Aubert (élu Pape Innocent VI) | Évêque de Ostia et Velletri         | 20 septembre 1342 | Clément VI | Pénitencier majeur                                |
| Guillaume d'Aure, O.S.B.              | Prêtre de S. Stefano al Monte Celio | Janvier 1339      | Benoît XII | Archiprêtre du Sacré-Collège; Inquisiteur Général |
| Hugues Roger, O.S.B.                  | Prêtre de S. Clemente               | 20 septembre 1342 | Clément VI |                                                   |
| Pierre Bertrand de Colombier          | Prêtre de S. Susanna                | 19 mai 1344       | Clément VI |                                                   |
| Gil Álvarez Carrillo de Albornoz      | Prêtre de S. Clemente               | 17 décembre 1350  | Clément VI |                                                   |
| Pasteur de Sarrats, O.F.M.            | Prêtre de SS. Marcellino e Pietro   | 17 décembre 1350  | Clément VI |                                                   |
| Raymond de Canillac, C.R.S.A.         | Prêtre de S. Croce in Gerusalemme   | 17 décembre 1350  | Clément VI |                                                   |
| Guillaume d'Aigrefeuille, O.S.B.      | Prêtre de S. Maria in Transpontina  | 17 décembre 1350  | Clément VI |                                                   |
| Nicola Capocci                        | Prêtre de S. Vitale                 | 17 décembre 1350  | Clément VI |                                                   |
| Peytavin de Montesquiou               | Prêtre de SS. XII Apostoli          | 17 décembre 1350  | Clément VI |                                                   |
| Arnaud de Villemur, C.R.S.A.          | Prêtre de S. Sisto                  | 17 décembre 1350  | Clément VI |                                                   |
| Pierre de Cros                        | Prêtre de SS. Silvestro e Martino   | 17 décembre 1350  | Clément VI |                                                   |
| Gilles Rigaud de Ruffiac, O.S.B.      | Prêtre de S. Prassede               | 17 décembre 1350  | Clément VI |                                                   |
| Jean de Moulins, O.P.                 | Prêtre de S. Sabina                 | 17 décembre 1350  | Clément VI |                                                   |
| Gaillard de la Motte                  | Diacre de S. Lucia in Silice        | 17 décembre 1316  | Jean XXII  | Archidiacre du Sacré-Collège                      |
| Bernard de La Tour                    | Diacre de S. Eustachio              | 20 septembre 1342 | Clément VI |                                                   |
| Guillaume de La Jugié                 | Diacre de S. Maria in Cosmedin      | 20 septembre 1342 | Clément VI |                                                   |
| Nicolas de Besse                      | Diacre de S. Maria in Via Lata      | 19 mai 1344       | Clément VI |                                                   |
| Pierre Roger de Beaufort              | Diacre de S. Maria Nuova            | 29 mai 1348       | Clément VI |                                                   |
| Rinaldo Orsini                        | Diacre de S. Adriano                | 17 décembre 1350  | Clément VI |                                                   |
| Jean de Caraman                       | Diacre de S. Giorgio in Velabro     | 17 décembre 1350  | Clément VI |                                                   |

## Sources et références
1. ↑  (en) Catholic Encyclopedia - Innocent VI
2. ↑  (en) Guillaume Mollat, The Popes at Avignon 1305-1378, Londres, 1963, p. 44
3. ↑  Bibliothèque de l'École des chartes, Volume 131, Partie 1, Société de l'École des chartes (France), 1987, page 105,  (ISBN 978-2-600-05162-0)
4. ↑  Source : The Cardinals of the Holy Roman Church: consistories of XIV Century par Salvador Miranda